# Kloster Clairvaux

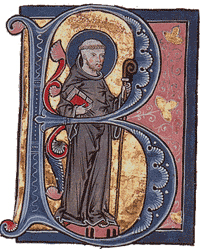
Bernhard von Clairvaux, Initiale aus dem 13. Jahrhundert

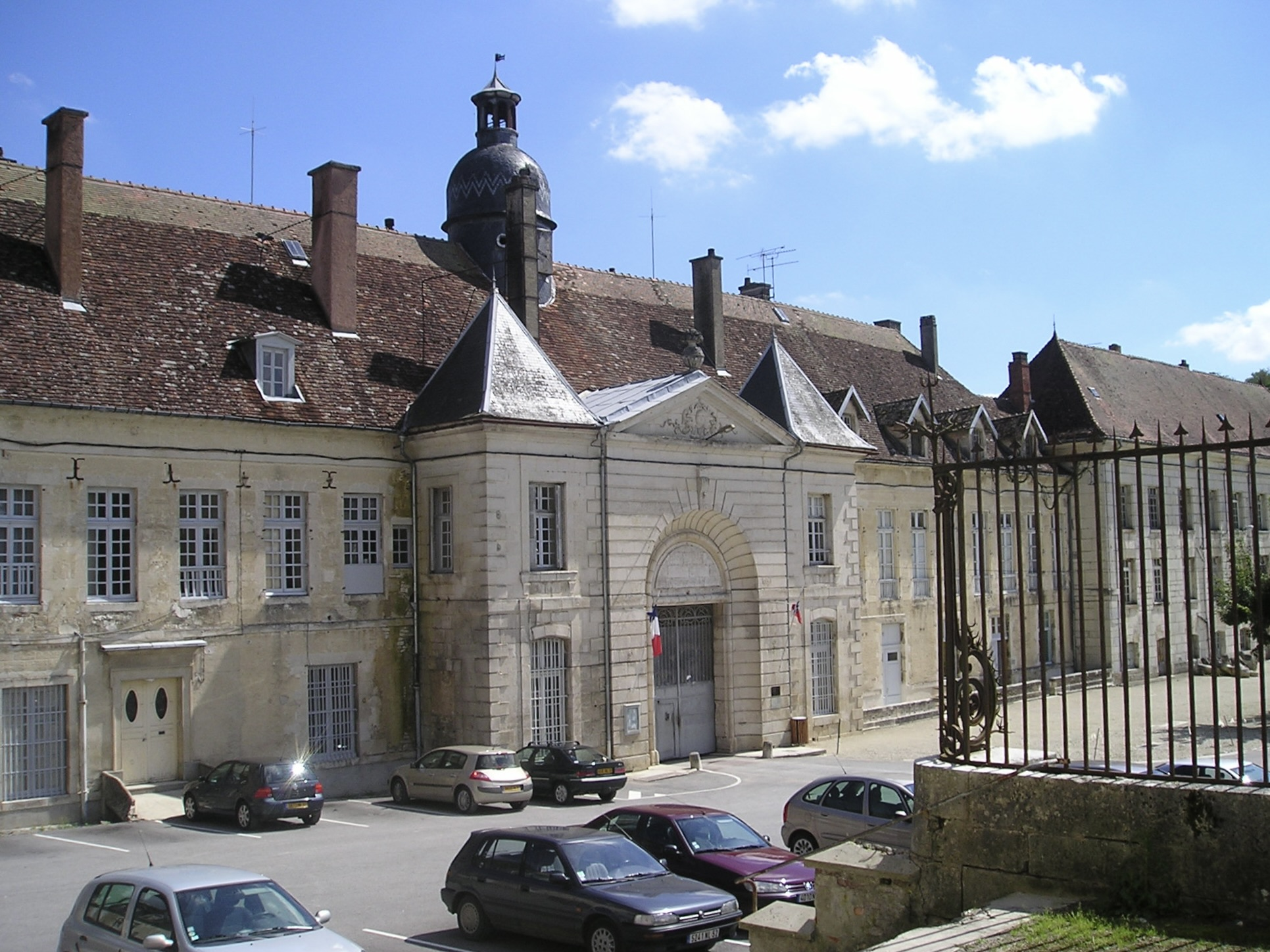
Das Kloster von Clairvaux, heute Strafanstalt

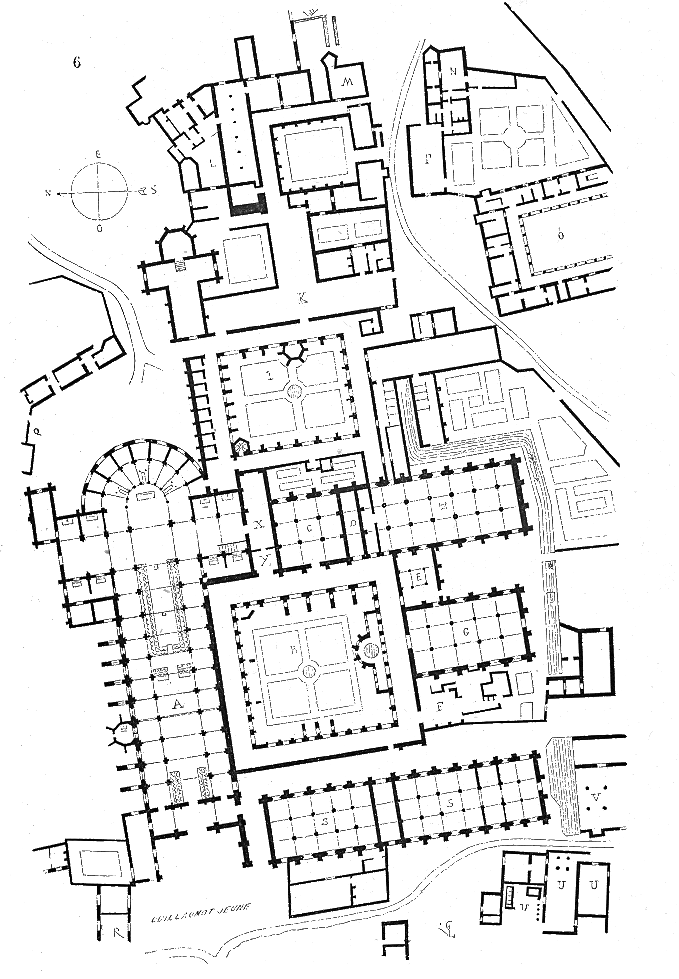
Plan der Anlage

Clairvaux (von lateinisch Clara Vallis ‚helles Tal‘) ist eine ehemalige Primarabtei des Zisterzienserordens und liegt etwa 55 Kilometer östlich und zehn Kilometer südlich von Troyes im Tal der Aube. Da Bernhard von Clairvaux das Kloster gegründet hat, kommt der Abtei eine besondere kirchliche und kulturelle Bedeutung zu. Clairvaux gehört zu den „berühmtesten Abteien des Abendlandes“.

## Geschichte
Die Abtei wurde am 25. Juni 1115 durch Bernhard von Clairvaux und zwölf Mönchen in einem Tal, das zuvor als „Wermuttal“ (Valle de l’absinthe) bekannt war, gegründet. Es ist eine der vier Primarabteien (ersten Tochterklöster) von Cîteaux. Im Laufe der Jahre wurden zahlreiche bedeutende Persönlichkeiten dort bestattet. Unter den Mönchen gab es bedeutende Schreiber und Theologen. Die mittelalterliche Bibliothek zählte im 15. Jahrhundert 1.788 Bände; sie wurde zu einem großen Teil virtuell rekonstruiert und online zur Verfügung gestellt.
Zu Lebzeiten Bernhards wurden von Clairvaux aus über sechzig Klöster in ganz Europa und bis nach Skandinavien gegründet. Viele von ihnen („mehr als ein Drittel“) waren bereits bestehende Gemeinschaften von Mönchen, Kanonikern oder Einsiedlern, die beschlossen hatten, sich der Zisterzienserbewegung anzuschließen. In Anbetracht seiner Filiationen ist Clairvaux „die fruchtbarste Abtei des Ordens“ der Zisterzienser.
Das Pariser Studienhaus der Zisterzienser, Collège des Bernardins, stand anfangs unter der Aufsicht des Abtes von Clairvaux. Im 17. Jahrhundert fanden die Anfänge der Strengeren Observanz in Clairvaux statt.
Clairvaux wurde 1791 infolge der Französischen Revolution aufgehoben und ab 1808 bis 2022 als Gefängnis genutzt. Derzeit wird dort ein Begegnungszentrum für Touristen eingerichtet.

## Architektur
Der Architektur, die durch Clairvaux entwickelt und in zahlreichen Tochterklöstern verbreitet wurde, kommt besondere Bedeutung zu. Die Gründungen von Clairvaux waren nicht nur in theologischer Hinsicht personell mit dem Mutterkloster verbunden, sondern auch in der spezifischen Form der architektonischen Gestaltung.
Die Abteikirche wurden im früh und oft umgebaut, jedes Mal mit großer Beachtung. Auf die erste Abteikirche folgte noch im 12. Jahrhundert die zweite (Clairvaux II, auch „der bernardinische Plan“ genannt). Clairvaux III war noch größer, mit einem Kapellenkranz in der runden Apsis.

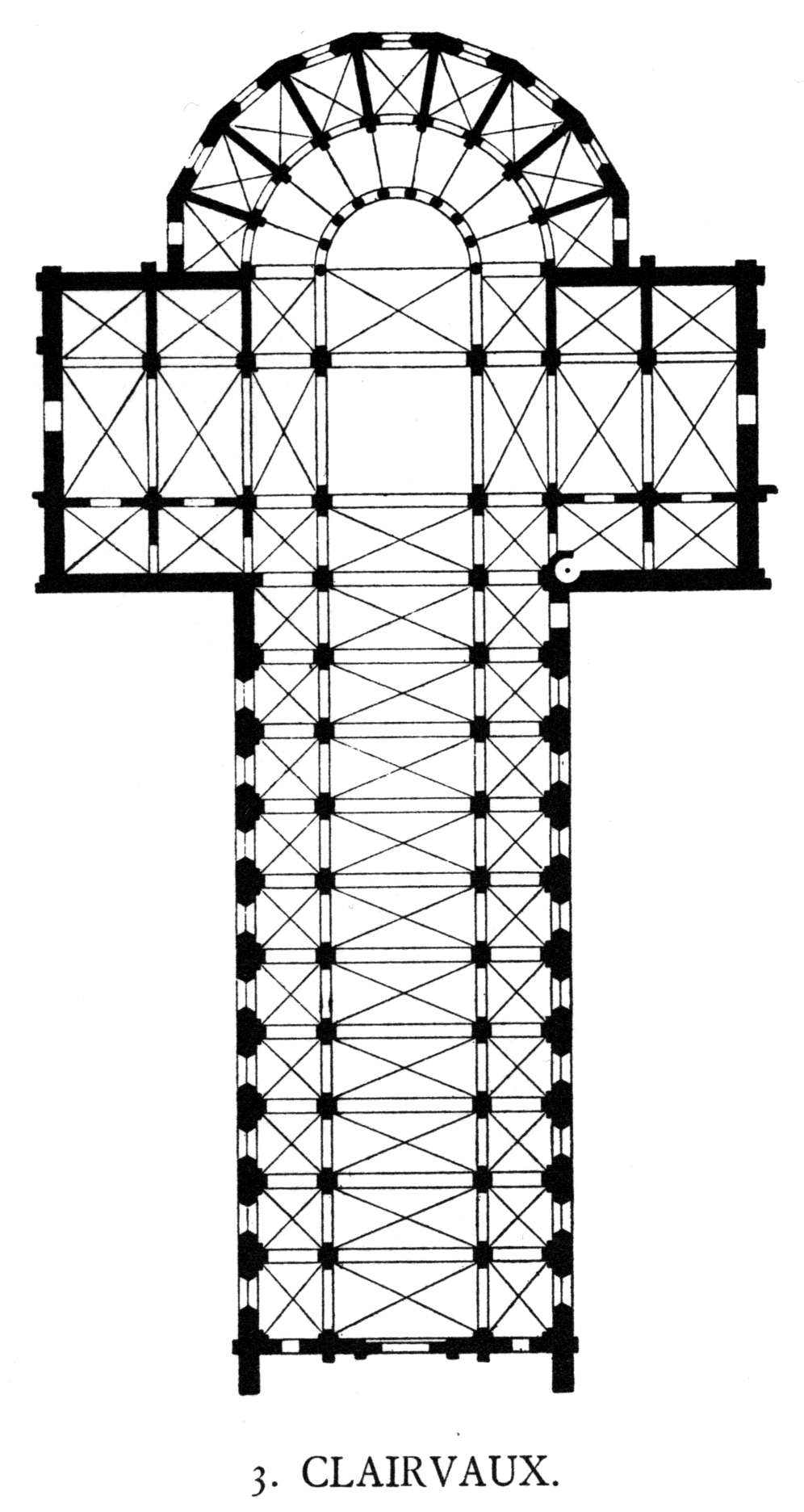
Grundriss der Klosterkirche